# Авиоиндустрија Русије
Производња авиона је важан индустријски сектор у Русији, који запошљава око 355.300 људи. Распад Совјетског Савеза довео је до дубоке кризе у индустрији, посебно у сегменту цивилних авиона. Ситуација је почела да се поправља средином прве деценије 2000-их због раста ваздушног саобраћаја и све веће потражње. Програм консолидације покренут 2005. довео је до стварања холдинг компаније Уједињена авио-производна корпорација, која укључује већину кључних компанија у индустрији. После 2022. године, оживљавање индустрије путничких авиона у Русији постао је главни циљ.
Руска авиоиндустрија нуди портфoлио међународно конкурентних војних авиона као што су МиГ-29 и Су-27, док се нада да ће нови пројекти као што је Сухој Суперџет 100 оживети богатство сегмента цивилних авиона. У 2009. години, компаније које припадају Уједињеној авио-производној корпорацији испоручиле су својим купцима 95 нових авиона са фиксним крилима, укључујући 15 цивилних модела. Поред тога, индустрија је произвела преко 141 хеликоптера.

## Историја

### Први светски рат
Русија је на почетку рата имала 24 произвођача авиона, али они нису имали материјале или капацитете да замене изгубљене авионе. Посебно су зависили од страних мотора. Произвела је 1893 авиона и увезла 883 од 1914. до 1916. године, али је у овом периоду произвела само 920 мотора док је увезла 2326. Производња је нагло опала након Фебруарске револуције и практично је престала када је Русија напустила рат 1918. Најпознатији авион произведен током овог периода био је Сикорски Иља Мурометс, први четворомоторни бомбардер који је опремио наменску јединицу за стратешко бомбардовање. Овај тешки бомбардер је био без премца у раним фазама рата, пошто Централне силе нису имале упоредиве авионе много касније. Током Првог светског рата, Русија је изгубила само једног Сикорског Илију Муромеца од непријатељске акције после више од 400 налета.

### 1922-1991 Совјетско доба: источни гигант
У совјетском планском економском систему, слободна тржишна конкуренција између компанија сматрана је расипничком. Совјетски систем је уместо тога био вишеслојни, чије су главне компоненте били дизајнерски бирои, познати као ОКБ, и производни комплекси.
ОКБ нису поседовали средства за масовну производњу произведених авиона, а производни комплекси нису били у стању да пројектују авионе.
Оперативне захтеве за предложене авионе створиле су совјетске ваздухопловне снаге, за које би појединачне ОКБ креирале дизајн на основу информација државних истраживачких института. Државни истраживачки институти би затим давали ОКС-овима информације о аеродинамици и доступним системима. Овај процес је довео до тога да су конкурентски дизајни били веома слични по изгледу. Ови конкурентни дизајни би се оцењивали један против другог, а победнички дизајн би био предат производним комплексима за производњу. Већина ових комплекса била је унутар Совјетског Савеза, али су неке производне линије додељене савезницима унутар Варшавског пакта. Делимично због политичких разлога, додела производње је била широко распршена, стварајући ланце снабдевања у којима је улога државног планирања била најважнија.
Када се извози, трећи ниво је постојао у државним извозним компанијама јер ни пројектантски бирои ни производне компаније нису биле одговорне за маркетинг својих производа у иностранству. Државне извозне компаније нису имале користи од продаје својих производа, већ су приходи распоређени на пројектне и производне јединице како би се испунили централно утврђени производни циљеви.
Са распадом Совјетског Савеза, Варшавског пакта и Цомецон-а дошло је до прекида везе између крајњих корисника, извозних компанија, ОКБ-а, фабрика за склапање и произвођача компоненти (од којих су неки сада постојали у новим независним и понекад непријатељским земљама). Русија је такође открила да читави сегменти њених ваздухопловних захтева сада леже у страним земљама. Један пример за то је била производња млазних авиона за обуку, који су додељени Чехословачкој, док је Пољска добила лаке хеликоптере и авионе за прашину. Поред тога, Румунија је поседовала производњу лаких хеликоптера, већина руских тактичких капацитета за пројектовање ваздушног транспорта у облику Антонова сада је била у Украјини, а главна фабрика за монтажу јуришних авиона Сухој Су-25 била је у Грузији.

### 1992-2005 Пост-совјетска прилагођавања: Такмичење и борбе
Ваздухопловство је било добро развијена индустрија у Совјетском Савезу. Крајем 1980-их, Совјетски Савез је чинио 25% светске производње цивилних и 40% светске производње војних авиона. Међутим, последице распада Совјетског Савеза 1991. биле су катастрофалне. Цео производни сектор био је разорен увозом, док су ваздухопловна и аутомобилска индустрија једва успевале да опстану под високо заштитним царинама. Позитивно је то што је војна авио-индустрија успела да има користи од побољшања извозних могућности. Профитирала је од велике залихе компоненти и делова који су се производили у совјетско време. Индустрија цивилних авиона прошла је много горе: док је 1990. године земља произвела 715 цивилних авиона, до 1998. број је пао на 56, а 2000. године произведена су само четири цивилна авиона.
Како је структура индустрије била дубоко фракционисана, консензус је био да је консолидација неопходна. У ту сврху, председник Борис Јељцин је основао ВПК-МАПО (Војно-индустријски комплекс – Московско удружење за производњу авиона), које је укључивало неке кључне компаније као што је Микојан. МАПО је касније постао Руска авионска компанија (РАЦ) „МиГ“. Ова фаза консолидације, међутим, није била веома успешна, а МАПО је касније спојен са Сухојем.
Укупна производња ваздухопловне индустрије у 2000. години износила је 2,7 милијарди долара, са нето добити од 600 милиона долара. Извоз војних авиона у 2000. години износио је 1,3 милијарде долара.
На прелазу миленијума, индустрија цивилног авиона била је у огромној финансијској кризи. Изграђено је само неколико авиона, а одржавање након продаје је било минускуларно. Многи авиони, како нови тако и стари, нису добили међународне сертификате о безбедности и заштити животне средине. Две кључне компаније, Авиастар-СП и Вороњешко удружење за производњу авиона биле су скоро у стечају. Профит индустрије цивилних авиона износио је само 300 милиона долара у 2001. Међутим, у августу 2000. године ситуација је почела знатно да се поправља. Године 2001. индустрија је коначно почела да прима нове поруџбине од лизинг компанија. Ваздушни саобраћај је растао око 8% годишње, а до 2004. домаћа потражња за новим авионима је била у порасту. Кључне компаније су успеле да измире своје дугове или да их реструктурирају, а ниво производње је поново у порасту.
Индустрија војних авиона преживела је 15 година кризе готово искључиво кроз извоз. Тек 2005. године индустрија је почела да добија значајна средства из државног буџета.

### 2006-2022: Програм консолидације индустрије и нови пројекти
Влада под председником Владимиром Путином је 2005. године покренула програм консолидације индустрије како би главне компаније за производњу авиона ставиле под једну кровну организацију, Уједињену авио-компанију (УАЦ). Циљ је био оптимизовати производне линије и минимизирати губитке. Програм је био подељен у три дела: реорганизација и управљање кризама (2007–2010), еволуција постојећих пројеката (2010–2015) и даљи напредак у оквиру новостворене структуре (2015–2025).
УАЦ, један од такозваних националних шампиона и упоредив са ЕАДС-ом у Европи, уживао је значајну финансијску подршку руске владе и убризгавао новац компанијама које је стекао да побољшају њихов финансијски положај. Први буџет УАЦ-а у 2007. износио је око 2 милијарде рубаља, а следеће године је порастао на 24 милијарде рубаља (око 770 милиона долара).
Испоруке цивилних авиона повећане су на 6 у 2005. години, а 2009. године индустрија је испоручила 15 цивилних авиона у вредности од 12,5 милијарди рубаља, углавном домаћим купцима.
Упркос глобалној финансијској кризи, руска индустрија производње авиона у целини успела је да повећа производњу и продају за 19,5% у 2009.

#### Ловац пете генерације
Руско ваздухопловство је 1998. године затражило од индустрије да развије лаки вишенаменски авион на линији фронта. 2001. године, захтеви су унапређени на вишенаменски фронтални авионски систем, који је касније постао ловац пете генерације Сухој Су-57, који се сматра одговором Русије на амерички Јоинт Стрике Фигхтер. Су-57 је извео свој први лет 2010. године, разбивши потпуни монопол Сједињених Држава на развој и производњу млазњака пете генерације. Мосцов Дефенсе Бриеф је то поздравио као велики удар за руску авио-космичку индустрију, пишући да:
„иако у војном смислу није једнака Америци, Русија је и даље солидна друга у погледу одбрамбене технологије, надмашујући и Западну Европу и Кину и далеко изнад своје економске тежине.
Руски премијер Владимир Путин најавио је да ће влада повећати финансирање руског комплекса одбрамбене индустрије.
Развој Су-57 могао би бити одложен због међународних санкција руској одбрамбеној индустрији након руске инвазије на Украјину 2022.  и Русија није могла да увози полупроизводе и високотехнолошку машинску опрему из Европске уније.

#### Сухој Суперџет 100
Регионални авион Сухој Суперџет 100 је први већи руски цивилни авион чији је развој започет после 1991. године. Авион, који је први пут полетео 2008. године, описан је 2009. као најважнији и најуспешнији програм цивилних авиона руске ваздухопловне индустрије. Дизајниран од стране подружнице Уједињене авио-компаније Сухој у сарадњи са страним партнерима, све верзије авиона склапа Комсомолск-на-Амуру (КнААПО) на руском Далеком истоку, док се Новосибирско удружење за производњу авиона (НАПО) фокусира на компоненте производње. Две компаније су увелико улагале у надоградњу својих објеката и очекивало се да ће произвести 70 летелица до 2012. Сухој је испоручио само три ССЈ у првој половини 2019; њени финансијски резултати су показали седмоструки пад прихода од продаје авиона и четвороструки пад укупног прихода од продаје, што је резултирало повећањем нето губитка од 32%. Компанија треба да постигне стопу производње од 32 до 34 авиона годишње да би остварила профит, иако се предвиђало да ће потражња за руским моделима у категорији од 60 до 120 седишта бити само 10 авиона годишње у периоду од 20 година. Краткорочно, главна нада компаније била је да ће Аерофлот потврдити свој прелиминарни уговор за 2018. за 100 ССЈ.

#### Иркут МЦ-21
Развој путничког авиона Иркут МЦ-21 започет је почетком 2000-их. Авион, који ће имати капацитет од 150-200 путника и домет од 5.000 km, пројектује Иркут Цорпоратион, првобитно у сарадњи са иностраним партнерима. Намењен је најпопуларнијем сегменту домаће авио индустрије, а намењен је замени старијих авиона као што је Тупољев Ту-154. Програм је у фази производње. Сертификација и испорука МЦ-21 су првобитно планирани до 2016. године, али је испорука каснила. Програмери имају за циљ да продају укупно 1.200–1.500 авиона, што представља удео од 12–15% на међународном тржишту.

### 2022-данас: Утицај и реновирање
Године 2022, након што су уведене међународне санкције Русији због руске инвазије на Украјину 2022. године, Росавијација је објавила да ће Русија, услед промене планова, користити само домаћи мотор. Оригинални модел - МЦ-21-300 покретан моторима Пратт &amp; Вхитнеи ПВ1000Г - неће ући у употребу, већ ће производња морати да сачека МЦ-21-310, који покреће руски Авиадвигател ПД-14, који је направио Унитед Енгине Цорпоратион. МЦ-21-300 се састоји од између 40% и 50% увезених делова, а Иркут ће морати да замени оне које је требало да испоруче земље санкционисане.

#### Остали пројекти
Други нови авиони развијени у последње време укључују Јак-130 напредни тренинг и лаки јуришни млазњак, модернизовани Ту-204 СМ и украјински регионални авион Ан-148, који је углавном произведен у Вороњежу пре погоршања украјинско-руских односа. Произвођач хидроавиона Бериев такође пројектује неколико нових путничких авиона. Ту-214 и теретни Ил-76 биће поново произведени до 2023.

## Структура
У 2008. години, авиоиндустрија се састојала од 106 предузећа, од којих је 18 припадало Уједињеној авио корпорацији. Једна од најуспешнијих компанија је Сухој, која поседује широк портфолио међународно конкурентних војних авиона, укључујући моделе Су-27, Су-30 и Су-35. У цивилном сегменту, најважнији пројекат компаније је Суперјет 100. Удружење за производњу авиона Комсомолск на Амуру, највеће руско предузеће за производњу авиона, одговорно је за производњу производа Сухој. Акционарско друштво Тупољев се фокусира на тржиште цивилног ваздухопловства са својим авионима Ту-204 и Ту-214, али је такође одговорно за далекометни бомбардер Ту-160 и за развој његових наследника. Масовну производњу авиона Ту-204 остварује компанија Авиастар СП, која се налази у Уљановску, док варијанту Ту-214 производи Казањско производно удружење авиона. Иљушин се фокусира на сектор војног терета и транспорта. Иркут има портфолио пројеката за тренажне и амфибијске авионе и такмичи се у ниши електронике и авионике. У сегменту беспилотних летелица, ЗАЛА Аеро и Вега Радио Енгинееринг Цорпоратион су међу водећим компанијама.
| Уједињена авио-производна корпорација | Руски хеликоптери                                                                                        | Остали велики произвођачи:    |  |
| - Бериев - Иљушин - Удружење за производњу авиона Вороњеж - Иркут Цорпоратион - Иркутска авијациона фабрика - БЕТА АИР - Дизајнерски биро ИРКУТ АвиаСТЕП - Руски дизајнерски биро авионике - Микоиан - Фабрика авиона Сокол - Сукхои - Удружење за производњу авиона Комсомолск-на-Амуру - Новосибирско удружење за производњу авиона - Туполев - Иаковлев - Авиастар-СП - Удружење за производњу авиона Казан - Лавочкин | - Камов - Казанска хеликоптерска фабрика - Мил Хелицоптерс - Роствертол - Ваздухопловна фабрика Улан-Уде | Авиакор Миасисхцхев Техноавиа |  |

## Научне институције
- Централни аерохидродинамички институт
- Институт за истраживање летења Громов
- Баранов Централни институт за развој мотора ваздухопловства
- Сверуски институт ваздухопловних материјала
- Државни научно-истраживачки институт за ваздухопловне системе

## Производња

### Производња цивилних авиона до 2018. године
| Тип           | 2005 | 2006 | 2007 | 2008 | 2009 | 2010 | 2011 | 2012 | 2013 | 2014 | 2015 | 2016 | 2017 | 2018 |
| ------------- | ---- | ---- | ---- | ---- | ---- | ---- | ---- | ---- | ---- | ---- | ---- | ---- | ---- | ---- |
| Il-96 family  | 1    | 2    | 2    | 2    | 2    |      | 1    | 1    | 1    | 1    | 2    | 2    | 1    |      |
| Tu-154M       | 1    | 1    | 1    |      |      | 1    |      | 2    | X    | X    | X    | X    | X    | X    |
| Tu-204 family | 3    | 3    | 3    | 6    | 4    | 1    | 3    | 2    |      |      |      | 1    | 1    |      |
| Tu-214        | 1    | 2    |      | 1    | 2    | 2    | 3    | 1    | 2    | 1    | 2    | 1    | 2    | 3    |
| Be-200        |      |      |      |      |      | 1    | 1    |      |      |      |      |      |      |      |
| SSJ-100       |      |      |      |      | 1    | 2    | 5    | 12   | 24   | 36   | 18   | 19   | 33   | 24   |
| Il-76 family  |      |      |      |      |      |      |      |      |      |      |      |      |      |      |
| Укупно        | 6    | 8    | 6    | 9    | 9    | 7    | 13   | 18   | 27   |      |      |      |      |      |
| Извори:       |      |      |      |      |      |      |      |      |      |      |      |      |      |      |

### Војни авиони
У војном сегменту, компаније које припадају УАЦ-у су 2009. године испоручиле 84 нова авиона и комплета за обарање. Модернизовано је или ремонтовано преко 60 авиона.
Једини транспортни авион са фиксним крилом у производњи је Иљушин Ил-76.
Производња Сухој Су-24 је престала 1993. године, Микојан МиГ-31 је престао 1994. и Сухој Су-25 2017.
Производња војних авиона се одвија на три локације:
- Новосибирска авијациона фабрика (НАЗ)
- Комсомолск-на-Амуру ваздухопловна фабрика (КнААЗ)
- Иркутск ваздухопловна фабрика (ИАП)

2022. године испоручени су следећи нови војни авиони:
- Су-57 x 6 (КнААЗ)
- Су-35С x 7 (КнААЗ)
- Су-34М x 10 (НАЗ)
- Су-30СМ2 x 4 (ИАП)

Губици борбених авиона са фиксним крилима 2022. у руско-украјинском рату били су:
- Су-24 x 6
- Су-25 x 18
- Су-30 x 9
- Су-34 x 16
- Су-35 x 2
- МиГ-31 x 1

### Хеликоптери
| Породица Ми-8  | 193 |
| Породица Ми-35 | 29  |
| Ми-26          | 7   |
| Ми-28 Н        | 18  |
| Ка-31          | 1   |
| Ка-32 А11ВС    | 5   |
| Ка-52          | 21  |
| Ка-226         | 11  |
| Ансат          | 5   |
| Укупно         | 290 |
| Извори:        |     |

Производња Ка-27/Ка-28/Ка-29/Ка-32 је обустављена 2010.
Руски хеликоптери су 2021. године произвели укупно 134 хеликоптера. Ово је порасло 2022. на 296.

### Приход
Приход од продаје авионске индустрије у 2008. износио је 226,6 милијарди рубаља (105,3 милијарде за УАЦ), а учешће извоза је било 29% (52,5% за УАЦ).

## Економски значај
Руска авиоиндустрија је једна од окосница привреде земље. То је један од научно-најинтензивнијих високотехнолошких сектора и запошљава највећи број стручних кадрова. Производња и вредност гране војних авиона далеко надмашују друге секторе одбрамбене индустрије, а производи авиона чине више од половине извоза наоружања земље.

### Радни однос
У 2008. години процењено је да је број запослених у авио индустрији био 355.300. Холдинг Унитед Аирцрафт Цорпоратион, који обухвата већину кључних компанија у индустрији, имао је 97.500 запослених 2009. године. Од овог износа 85.500 је радило у производњи у фабрикама, 11.100 у пројектантским бироима и 900 у менаџмент и лизинг компанијама. Просечна старост особља УАЦ-а који ради у производњи била је 44 године, а 49 за особље које ради у пројектантским бироима. Однос високошколских дипломаца био је 34%.